# Anna Hanski
Anna Hanski (Helsinki, 6 settembre 1970) è una cantante finlandese.

## Biografia
Figlia del cantante Seppo Hanski e di sua moglie Isa, Anna Hanski ha avviato la sua carriera musicale quando aveva 17 anni ed è salita alla ribalta con il suo album di debutto eponimo del 1989, che ha venduto 75 000 copie in Finlandia ed è stato certificato disco di platino. Il suo secondo album del 1991, Syksyiset unet, ha superato le 26.000 unità di vendita ed è stato certificato disco d'oro, mentre Jos et sä soita (1992) è diventato il suo maggiore successo commerciale, con 120.000 dischi venduti e due dischi di platino; è disco di platino anche la compilation pubblicata nello stesso anno, 18 suosituinta, che ha superato le 62.000 vendite, mentre il successivo album in studio, Odotan sua laiturilla (1993), è disco d'oro con più di 36.000 vendite certificate.
Nel 1993 ha realizzato il suo unico progetto in lingua inglese, Gypsies & Indians, in collaborazione con il cantautore statunitense Lee Hazlewood. Dallo stesso anno è inoltre ambasciatrice di buona volontà per l'UNICEF.
Nel 1999 ha registrato il suo primo ingresso nella Suomen virallinen lista con il singolo Minä tahdon sinut, che ha raggiunto la 14ª posizione, rimanendo in top 20 per quattro settimane; il disco omonimo ha debuttato al 37º posto della top 50 degli album.

## Discografia

### Album
- 1989 - Anna Hanski
- 1991 - Syksyiset unet
- 1992 - Mä uskon joulupukkiin
- 1992 - Jos et sä soita
- 1993 - Odotan sua laiturilla
- 1993 - Gypsies & Indians (con Lee Hazlewood)
- 1995 - Sanat pienetkin
- 1996 - Sydämessä asutaan
- 1999 - Minä tahdon sinut
- 2006 - Hyvä näin

### Raccolte
- 1992 - 12 hittiä (con Tarja Lunnas)
- 1992 - Soitetuimmat
- 1992 - 18 suosituinta
- 1992 - Parhaat
- 1993 - Soitetuimmat
- 1993 - Johnny Guitar
- 1995 - Poptorin parhaat
- 1997 - Siipiä vaille enkeli
- 2001 - Suuret sävelet: 40 suosituinta
- 2003 - Suomi huiput - 20 hittiä
- 2007 - 40 unohtumatonta laulua

### Singoli
- 1989 - Lambada
- 1989 - Tule poika uimaan/Matkalaukku
- 1990 - Kotiviini/Sinä olet kaunis
- 1990 - On surut makeita/Snadi sydän
- 1991 - Euroopan rannalla
- 1991 - Elämän haitari/Tuhansien ruusujen maa
- 1991 - Hiekkakuopalle uimaan/Mustikkasuu
- 1991 - Purjelentäjä/Melodiaa
- 1992 - Jos et sä soita/Jää syliin
- 1992 - Tyttö farkuissa
- 1993 - Luokkakuvassa/Tuulihaukka
- 1993 - Antaudun sun hymyyn/Leppäkerttu
- 1993 - Summerwine/Ladybird (con Lee Hazlewood)
- 1993 - Living Without You/These Boots Are Made for Walking
- 1993 - Rakkauden aika (con Kurre)
- 1993 - Puhu hiljaa silakoista
- 1995 - Siipiä vaille enkeli/Pyörin ympyrää
- 1995 - En ole rubinstein/Ollaan vielä näin
- 1996 - Mun sydämessä asutaan/Ollaan suojassa
- 1996 - Maalaistie/Sydänten silta
- 1999 - Minä tahdon sinut
- 2000 - Saan sulta siivet
- 2006 - Kaipaan
- 2015 - Tähtikirkas jouluyö
- 2016 - Dona dona (con Janus Hanski e Pinja Hanski)